# Condorito: la película
Condorito: la película ist ein chilenisch-peruanisch-mexikanisch-argentinischer Film aus dem Jahr 2017, der unter der Regie von Alex Orrelle und Eduardo Schuldt entstand. Der Animationsfilm basiert auf der Comicserie Condorito von René Ríos Boettiger.

## Handlung
Vor vielen Jahren versklavten Außerirdische die Menschheit mit ihrem hypnotischen Amulett. Ein Kondor, der gegen die Kräfte des Amuletts immun war, konnte die Außerirdischen zunächst erfolgreich in die Flucht schlagen. Anschließend versteckte er das Amulett in einem Tempel im mexikanischen Dschungel.
In der Gegenwart gewinnt Condorito mit seinen Freunden ein Fußballspiel. Als er danach mit Journalistinnen flirtet, wird seine Geliebte Yayita wütend und verlässt ihn mit Condoritos Rivalen Pepe Cortisona, um zum Geburtstag ihrer Mutter Tremebunda zu reisen. Coné, der abenteuerlustige Neffe von Condorito, erhält einen Anruf von Imperator Molosco, der die Galaxie beherrschen will. Condorito hält ihn für einen Telefonanbieter und willigt ein, für ihn das mächtige Amulett zu finden, wenn Molosco seine Schwiegermutter Tremebunda entführt. Als sich das Missverständnis aufklärt, weigert sich Condorito zu kooperieren. Daraufhin bringt Molosco Tremebunda in seine Gewalt und droht, sie erst zurückzubringen, wenn Condorito das Amulett beschafft hat. Yayita wird erst recht wütend auf Condorito und verlässt ihn.
So reist er mit Coné in den Dschungel, um das Amulett zu finden. Als er es übergibt, erfährt Condorito von Molosco, dass dieser Tremebunda heiraten und mit dem Amulett die Welt erobern will. Er beschließt, nicht nur seine entführte Schwiegermutter zu retten, sondern auch Molosco zu bekämpfen. Während er Molosco durchs Weltall hinterherreist, sind seine Freunde damit beschäftigt, Yayita von Pepe Cortisona fernzuhalten.

## Entstehung und Veröffentlichung
Bei der Produktion von Aronnax Animation Studios und Pajarraco Films führten Alex Orrelle und Eduardo Schuldt Regie. Die Drehbuchautoren waren Martín Piroyansky, Rodrigo Moraes und Ishai Ravid. Als Produzenten waren Hugo Rose und Abraham Vurnbrand verantwortlich. Die künstlerische Leitung lag bei Alejandro Barbesi und für den Schnitt war Pablo García Revert  zuständig. Die Musik komponierte Fran Revert.
Der Film wurde von Twentieth Century Fox in Latein- und Nordamerika vertrieben und kam am 12. Oktober 2017 in die Kinos der meisten Länder Lateinamerikas. Am 12. Januar 2018 war die Premiere in den USA und es folgten weitere Kinostarts weltweit, unter anderem in Russland, der Ukraine, Südkorea, Spanien und der Türkei.

## Sprecher
| Rolle          | Stimme                |
| -------------- | --------------------- |
| Condorito      | Omar Chaparro         |
| Yayita         | Jéssica Cediel        |
| Pepe Cortisona | Cristián de la Fuente |
| Molosco        | Jey Mammon            |
| Tremebunda     | Coco Legrand          |
| Cuasimodo      | Coco Legrand          |
| Fonola         | Mathías Brivio        |

## Rezeption
Mit einem Umsatz von über einer Million Dollar in Lateinamerika ist der Film einer der größten lokalen Erfolge im Animationsgeschäft. Weltweit spielte der Film 8,4 Millionen Dollar ein, mehr als die etwa 8 Millionen Dollar, die die Produktion gekostet hat.
Die Regisseure Alex Orrelle und Eduardo Schuldt wurden für ihre Arbeit an Condorito 2018 für den Premios Quirino in der Kategorie „Bester ibero-amerikanischer animierter Langfilm“ nominiert.